# Les Trois Sœurs du Yunnan
Pour les articles homonymes, voir Trois Sœurs.
Pour plus de détails, voir Fiche technique et Distribution.
Les Trois Sœurs du Yunnan (三姊妹, Sān zǐ mèi) est un film documentaire chinois réalisé par Wang Bing, sorti en 2012. 
Le film est montré pour la première fois le 7 septembre 2012 à la Mostra de Venise où il reçoit le prix Orizzonti. Il remporte ensuite le grand prix du Festival international de films de Fribourg en 2013. En France, il est présenté au festival international du film de La Rochelle le 5 juillet 2013, avant de sortir en salles le 16 avril 2014. 			

## Synopsis
Le film suit pendant plusieurs mois le quotidien de trois sœurs, âgées de 4, 6 et 10 ans, dans un petit village de montagne de la province du Yunnan. D'abord livrées à elles-mêmes tandis que leur mère a quitté le foyer et que leur père est parti en ville pour chercher du travail, ce dernier emmène ensuite les deux plus jeunes avec lui avant de revenir au village.

## Fiche technique
- Titre : Les Trois Sœurs du Yunnan
- Titre original : 三姊妹, Sān zǐ mèi
- Réalisation : Wang Bing
- Production : Sylvie Faguer ; Hui Mao
- Caméra : Huang Wenhai
- Société de production : Album Productions ; Chinese Shadows
- Pays de production : France ; Hong Kong
- Pays d'origine :  Chine
- Format : couleurs - DCP - 1.77
- Genre : documentaire
- Durée : 153 minutes
- Dates de sortie : 
  - Italie : 7 septembre 2012 (Mostra de Venise)
  - Canada : 12 septembre 2012 (Festival international du film de Toronto)
  - France : 16 avril 2014

## Distinction

### Récompenses
- Festival des trois continents 2012 : Montgolfière d'or
- Mostra de Venise 2012 : Prix Horizons
- Grand prix du Festival international de films de Fribourg 2013 : Grand prix « Le Regard d'or »
- Prix Orizzonti du meilleur film 2012